# NHK新人演芸大賞
NHK新人演芸大賞（エヌエイチケーしんじんえんげいたいしょう）は、日本放送協会（NHK）が主催する演芸コンクールの旧名称。2014年からは同コンクールの演芸部門を改称した「NHK新人お笑い大賞（エヌエイチケーしんじんおわらいたいしょう）」および、落語部門を改称した「NHK新人落語大賞（エヌエイチケーしんじんらくごたいしょう）」が開催されている。
それぞれ若手お笑い芸人・落語家の登竜門といわれる賞レースのひとつである。

## 概要
当初は別に行われていた「NHK漫才コンクール」と「NHK新人落語コンクール」が「NHK新人演芸コンクール」として統合され、のちに「NHK新人演芸大賞」に名称が変更された。2014年より再度独立し、演芸部門を「NHK新人お笑い大賞」、落語部門を「NHK新人落語大賞」と改称して行われている。
2015年以降の優勝者は、特典として翌年1月3日放送の『初笑い東西寄席』（2017年以降は『新春生放送!東西笑いの殿堂20XX』）にて芸を披露する。

## 開催会場
本選の会場は毎年異なっており、西暦奇数年がNHK大阪ホール（2001年より）、偶数年がイイノホール（2004年までと2020年より）で行われている。過去には大阪府立上方演芸資料館ホール（1997・1999年）、みんなの広場ふれあいホール（2006年から2018年まで）で開催されたこともある。2015年は堺市立美原文化会館で行われた。

## 出場資格
※2023年時点
NHK新人お笑い大賞
結成10年未満のプロの芸人。
NHK新人落語大賞
プロの落語家で、入門15年未満。東京では二ツ目、大阪では二ツ目または同程度の芸歴を有する。2023年には、東京・大阪以外のプロ落語家としては初めて登龍亭獅鉄（名古屋）・桂小文吾（鳥取）が一次予選に参加した。

## 出演者
| 年     | 司会                                             | ナレーション                | 審査員                                                                     |
| ------ | ------------------------------------------------ | --------------------------- | -------------------------------------------------------------------------- |
| 2014年 | フットボールアワー 久保田祐佳（NHKアナウンサー） | 大江戸よし々                | 西川きよし、タージン、渡辺正行、中村ゆうじ、井筒和幸、大池晶               |
| 2015年 | フットボールアワー 片山千恵子（NHKアナウンサー） | 藤田勇児                    | 西川きよし、渡辺正行、久本雅美、モロ師岡、篠原ともえ、大池晶               |
| 2016年 | フットボールアワー 三輪秀香（NHKアナウンサー）   | -                           | 西川きよし、渡辺正行、戸田恵子、久本雅美、水道橋博士、倉本美津留、井上啓輔 |
| 2017年 | フットボールアワー 岡本玲                        | 酒井博司（NHKアナウンサー） | 西川きよし、渡辺正行、久本雅美、内藤剛志、戸田恵子、大池晶、井上勝弘       |
| 2018年 | フットボールアワー 雨宮萌果（NHKアナウンサー）   | -                           | 西川きよし、渡辺正行、久本雅美、立川志らく、壇蜜、倉本美津留、二谷裕真     |
| 2019年 | フットボールアワー 福田麻由子                    | -                           | 西川きよし、里見まさと、渡辺正行、久本雅美、陣内孝則、大池晶、福島広明     |
| 2020年 | フットボールアワー 中川安奈（NHKアナウンサー）   | 立木文彦                    | 西川きよし、渡辺正行、久本雅美、立川志らく、二谷裕真                       |
| 2021年 | フットボールアワー 井田香菜子（NHKアナウンサー） | -                           | 大林素子、清水ミチコ、哲夫、西川きよし、増田英彦、YOU、渡辺正行            |
| 2022年 | フットボールアワー 浅田春奈（NHKアナウンサー）   | -                           | 西川きよし、渡辺正行、久本雅美、濱口優、中川剛、小堀裕之、ふかわりょう     |
| 2023年 | フットボールアワー 斎藤希実子（NHKアナウンサー） | -                           | お〜い!久馬、清水ミチコ、大平サブロー、ふかわりょう、YOU、濱口優、渡辺正行 |
| 2024年 | フットボールアワー 浅田春奈（NHKアナウンサー）   | -                           | 渡辺正行、大平サブロー、清水ミチコ、濱口優、YOU、奥田修二、樅野太紀        |

| 年     | 司会                                   | 語り     | 審査員                                                               |
| ------ | -------------------------------------- | -------- | -------------------------------------------------------------------- |
| 2014年 | 林家たい平 藤井彩子（NHKアナウンサー） | -        | 桂米丸、桂文珍、松倉久幸、恩田雅和、山本一力、神津友好               |
| 2015年 | 林家たい平 田代杏子（NHKアナウンサー） | 藤田勇児 | 桂文珍、柳家権太楼、恩田雅和、松倉久幸、片岡鶴太郎、やまだりよこ     |
| 2016年 | 林家たい平 雨宮萌果（NHKアナウンサー） | -        | 桂文珍、柳家権太楼、近藤正臣、松倉久幸、恩田雅和、神津友好、井上啓輔 |
| 2017年 | 林家たい平 南沢奈央                    | -        | 桂文珍、柳家権太楼、近藤正臣、やまだりよこ、井上勝弘                 |
| 2018年 | 林家たい平 南沢奈央                    | -        | 桂文珍、柳家権太楼、片岡鶴太郎、國村隼、二谷裕真                     |
| 2019年 | 林家たい平 南沢奈央                    | -        | 桂文珍、柳家権太楼、片岡鶴太郎、山口勝平、福島広明                   |
| 2020年 | 林家たい平 南沢奈央                    | -        | 桂文珍、柳家権太楼、片岡鶴太郎、國村隼、二谷裕真                     |
| 2021年 | 林家たい平 南沢奈央                    | -        | 桂文珍、柳家権太楼、片岡鶴太郎、堀井憲一郎、広瀬和生                 |
| 2022年 | 林家たい平 南沢奈央                    | 立木文彦 | 桂文珍、三遊亭小遊三、片岡鶴太郎、赤江珠緒、堀井憲一郎               |
| 2023年 | 桂吉弥 牛田茉友（NHKアナウンサー）     | -        | 片岡鶴太郎、桂文珍、金原亭馬生、日髙美恵、広瀬和生                   |
| 2024年 | 林家たい平 浅田春奈（NHKアナウンサー） | 立木文彦 | 桂文珍、柳家権太楼、片岡鶴太郎、赤江珠緒、堀井憲一郎                 |

## NHK漫才コンクール
1957年に設立された漫才研究会 → 漫才協団（現：漫才協会）の若手漫才家を対象にしたコンクール。
| 回・年               | 優勝                   | 準優勝 | 三位 | 本選進出者 |
| -------------------- | ---------------------- | --- | --- | --- |
| 第1回 1957年（前期） | 獅子てんや・瀬戸わんや | リーガル天才・秀才 | 木田鶴夫・亀夫 | - 内海桂子・好江 - 森信子・秀子 - 光の家竜夫・竜子 - 春日章・ちえみ - 東まゆみ・大和わかば - 東和子・西〆子 - 春日淳子・照代                                                            |
| 第2回 1957年（後期） | 木田鶴夫・亀夫         | 春日富士松・雪雄 | 内海桂子・好江 | - 東ハチロー・イチロー - 笹山タンバ・タンゴ |
| 第3回 1958年（前期） | リーガル天才・秀才     | 春日富士松・雪雄 | 内海桂子・好江 | ? ? ? ? ? |
| 第4回 1958年（後期） | 内海桂子・好江         | 青空うれし・たのし | 大空平路・凡路 | ? ? ? ? ? ? ? |
| 第5回 1959年（前期） | 大空平路・凡路         | 東まゆみ・大和わかば | 美田朝刊・夕刊 | - クリトモ一休・三休 - 青空千夜・一夜 - 大空はるか・かなた - 光の家竜夫・竜子 - 春日淳子・照代 - 春日章・ちえみ - 青空うれし・たのし                                                    |
| 第6回 1959年（後期） | 直井オサム・大沢ミツル | 光の家竜夫・竜子 | 青空千夜・一夜 | - 青空月夫・星夫 - ベレーミヤオ・左キヨコ - 大空はるか・かなた - 香川染団子・染千代 - 東まゆみ・大和わかば - 春日章・ちえみ - 美田朝刊・夕刊                                            |
| 回・年               | 優勝                   | 本選進出者 | | |
| 第7回 1960年（前期） | 青空千夜・一夜         | - 新山ノリロー・トリロー - 美田朝刊・夕刊 - ベレーミヤオ・左キヨコ - 大空はるか・かなた - 光の家竜夫・竜子 - 春日淳子・照代 - 青空うれし・たのし - 大川ミツル・音波ヒロシ - クリトモ一休・三休 | | |
| 回・年               | 優勝                   | 準優勝 | 三位 | 本選進出者 |
| 第8回 1960年（後期） | 美田朝刊・夕刊         | 東まゆみ・大和わかば | クリトモ一休・三休 | - 新山のるか・そるか - ベレーミヤオ・左キヨコ - 春日淳子・照代 - 大空はるか・かなた - 光の家竜夫・竜子 - 新山ノリロー・トリロー - 初見兄司・弟司 - 春日章・ちえみ                       |
| 第9回 1961年         | 東まゆみ・大和わかば   | 青空うれし・たのし | クリトモ一休・三休 | - 春日淳子・照代（特別賞） - ベレーミヤオ・左キヨコ - 青空月夫・星夫 - 大空はるか・かなた - 新山ノリロー・トリロー - ヤマト菊栄・マキノ葉子 - 春日章・ちえみ                            |
| 第10回 1962年        | クリトモ一休・三休     | 東けんじ・宮城けんじ | 新山トリロー・ノリロー | - マキノ洋一・初恵 - ベレーミヤオ・左キヨコ - 若葉茂・高山登 - 京美智子・西美佐子 - 青空月夫・星夫 - 晴乃チック・タック - 光の家竜夫・竜子 - 初見兄司・弟司                             |
| 第11回 1963年        | 東けんじ・宮城けんじ   | 若葉茂・高山登 | 青空うれし・たのし | - 都上竜夫・東竜子（特別賞） - ベレーミヤオ・左キヨコ - 都上秀二・西秀一 - 新山トリロー・ノリロー - 東晴々・谷朗々 - 南賢児・伸児 - 京美智子・西美佐子 - ヤマト菊栄・マキノ葉子         |
| 第12回 1964年        | 大空なんだ・かんだ     | 晴乃チック・タック | 青空うれし・たのし | - 南けんじ・条あきら - ベレーミヤオ・左キヨコ - マキノ洋一・初恵 - マキノ葉子・ヤマト菊栄 - 東晴々・谷朗々 - 第一球・三球 - 新山トリロー・トリロー - 若葉茂・高山登                     |
| 第13回 1965年        | 新山トリロー・ノリロー | 晴乃チック・タック | 南けんじ・条あきら | - 青空はるお・あきお - ベレーミヤオ・左キヨコ - 初見兄司・弟司 - 大空みつる・ひろし - 南順子・北ひろし - 三田純三・八島光男 - 太平洋子・三升小粒                                        |
| 第14回 1966年        | 晴乃チック・タック     | 丸の内権三・助十 | 青空はるお・あきお | - 東京二・京太 - 大空みつる・ひろし - 太平洋子・三升小粒 - 青井しんご・赤井しんご - 南順子・北ひろし - マキノ洋一・初恵 - 大井海彦・山彦                                                |
| 回・年               | 優勝                   | 準優勝 | 本選進出者 | |
| 第15回 1967年        | 青空はるお・あきお     | 青井しんご・赤井しんご | - 大井海彦・山彦 - 大空みつる・ひろし - 南順子・北ひろし - 高峰青天・幸天 - 丸の内権三・助十 - 青空月夫・星夫 - 東京二・京太 - 南けんじ・条あきら | |
| 回・年               | 優勝                   | 準優勝 | 三位 | 本選進出者 |
| 第16回 1968年        | 桂高丸・菊丸           | 榎本晴夫・志賀晶 | 東京二・京太 | - 丸の内権三・助十 （特別賞） - ホリおぼん・こぼん - 大空みつる・ひろし - 東京大坊・小坊 - 大井海彦・山彦 - 高峰青天・幸天 - 青井しんご・赤井しんご - 青空月夫・星夫 - 南順子・北ひろし |
| 第17回 1969年        | 東京二・京太           | 笹一平・八平 | 大空みつる・ひろし | - 松鶴家千とせ・宮田羊かん - 東京大坊・小坊 - 大瀬しのぶ・こいじ - 月見おぼん・こぼん - 宮田陽司・昇司 - 高峰青天・幸天 - 榎本晴夫・志賀晶 - 南順子・北ひろし                           |
| 第18回 1970年        | 大空みつる・ひろし     | 榎本晴夫・志賀晶 | 松鶴家千とせ・宮田羊かん | - 南順子・北ひろし - 宮田陽司・昇司 - 大瀬しのぶ・こいじ - 花園のいる・こいる - 月見おぼん・こぼん - 羽沢かんじ・志摩かほる - 晴乃ダイナ・ミック                                        |
| 第19回 1971年        | 大瀬しのぶ・こいじ     | 榎本晴夫・志賀晶 | 松鶴家千とせ・宮田羊かん | - 月見おぼん・こぼん - 高峰青天・南マチ子 - 丘エース・谷エース - 獅子のびる・瀬戸こえる - 高峰祝天・祭天 - ロマンス清美・由美                                                           |
| 回・年               | 優勝                   | 敢闘賞 | 努力賞 | 本選進出者 |
| 第20回 1972年        | 丘エース・谷エース     | あした順子・ひろし | 月見おぼん・こぼん | - 榎本晴夫・志賀晶 - 獅子のびる・瀬戸こえる - 木田Q太・P太 - 東ぽんじ・永尾ぽんじ - 青空球児・好児 - 泉よう子・たけし - 青空ヒッチ・ハイク - 東城けん・しん                             |
| 回・年               | 優勝                   | 準優勝 | 三位 | 本選進出者 |
| 第21回 1973年        | 青空球児・好児         | 榎本晴夫・志賀晶 | 大瀬ゆめじ・うたじ | - Wモアモア - 木田Q太・P太 - 星セント・ルイス |
| 回・年               | 優勝                   | 準優勝 | 本選進出者 | |
| 第22回 1974年        | 新山えつや・東ひでや   | 春風こう太・ふく太 | - 大空はるか・かなた - 青空ピック・アップ - 東京丸・京平 - 大瀬ゆめじ・うたじ - 青空ヒッチ・ハイク - 星セント・ルイス - Wモアモア                 | |
| 第23回 1975年        | Wモアモア              | 大空あきら・たかし | - 大瀬ゆめじ・うたじ - 大空せんり・まんり - 東京丸・京平 - 桂光一・ひろみ - 昭和のいる・こいる - 星セント・ルイス - Wモアモア                     | |
| 回・年               | 優勝                   | 準優勝 | 三位 | 本選進出者 |
| 第24回 1976年        | 昭和のいる・こいる     | さがみ三太・良太 | ツービート | - 青空ピック・アップ - 高峰和才・洋才 - 星セント・ルイス - 東京丸・京平 - 大空あきら・たかし - 大空せんり・まんり - 高峰愛天・東天 - Wモアモア                                          |
| 回・年               | 優勝                   | 準優勝 | 本選進出者 | |
| 第25回 1977年        | 星セント・ルイス       | 高峰愛天・東天 | - ツービート - 日高やすお・たかお - 大空あきら・たかし - さがみ三太・良太 - 桂光一・光二 - 高峰和才・洋才 - 東京丸・京平                          | |
| 回・年               | 優勝                   | 準優勝 | 三位 | 本選進出者 |
| 第26回 1978年        | 東京丸・京平           | さがみ三太・良太 | ツービート | - 青空ヒッチ・ハイク - 青空ピン児・ポン児 - 春日富士松・雪雄 - 桂光一・光二 - 高峰和才・洋才 - Wチャンス                                                                                |
| 回・年               | 優勝                   | 本選進出者 | | |
| 第27回 1979年        | 青空ピン児・ポン児     | - 桂光一・光二 - Wチャンス - ツーヤング - 高峰和才・洋才 - 東京助・玉助 - 春日富士松・しげる - 青空ヒッチ・ハイク - 大空あきら・たかし - 高峰東天・栄天                                        | | |
| 第28回 1980年        | 青空ヒッチ・ハイク     | - 大瀬ゆめじ・うたじ - 大空あきら・たかし - 大空ネット・ワーク - 桂光一・光二 - 高峰和才・洋才 - ぽぱい                                                                                        | | |
| 第29回 1981年        | 大瀬ゆめじ・うたじ     | - 大空ネット・ワーク - 桂光一・光二 - 大空あきら・たかし - 高峰和才・洋才 - 高峰凡才・英才 | | |
| 第30回 1982年        | 大空あきら・たかし     | - 青空一歩・三歩 - 東京助・玉助 - 大空ネット・ワーク - 桂光一・光二 - 高峰和才・洋才 | | |
| 第31回 1983年        | 青空一歩・三歩         | - 桂光一・光二 - 東京助・玉助 - 高峰和才・洋才 - 深水みつか・かおり - 大空ネット・ワーク | | |
| 第32回 1984年        | 高峰和才・洋才         | - 大空ネット・ワーク - 大空遊平・大海かほり - 東京助・玉助 - 新山絵里・真里 - ピックルス | | |
| 第33回 1985年        | 桂光一・光二           | - 青空きんし・ぎんし - 東玉助・洸介 - 大空ネット・ワーク - 新山絵里・真里 - 大空遊平・大海かほり                                                                                               | | |
| 第34回 1986年        | 新山絵里・真里         | - 青空きんし・ぎんし - 東玉助・洸介 - 大空ネット・ワーク - てきさすコンビ - 春風こうた・ふくた - ペコちゃん                                                                                    | | |

## NHK新人落語コンクール
1972年に設立された若手落語家を対象にしたコンクール。
| 回・年        | 最優秀賞                              | 優秀賞                      | 本選進出者                                                                                        |
| ------------- | ------------------------------------- | --------------------------- | ------------------------------------------------------------------------------------------------- |
| 第1回 1972年  | 柳家小三太「時そば」                  | 桂南笑「権助魚」            | - 橘家三蔵「長短」 - 3代目 三遊亭円輔「船徳」 - 三笑亭夢八「親子酒」 - 桂文七「反対俥」           |
| 第2回 1973年  | 桂小勇「出来心」                      | 桂欣治「馬の田楽」          | - 桂文七「反対俥」 - 三遊亭歌司「替わり目」 - 3代目 三遊亭円輔「湯屋番」 - 春風亭笑好「浮世床」   |
| 第3回 1974年  | 古今亭志ん駒「たいこ腹」              | 春風亭橋之助「うどんや」    | - 桂文七「長短」 - 三笑亭夢二「権助芝居」 - 三遊亭旭生「初音の鼓」 - 三遊亭小遊三「浮世床」       |
| 第4回 1975年  | 柳家小丸「たがや」                    | 三遊亭歌司「あくび指南」    | - 三遊亭旭生「一分茶碗」 - 柳亭小痴楽「浮世床」 - 雷門助三「権助魚」 - 三遊亭栄馬「干物箱」       |
| 第5回 1976年  | 三遊亭栄馬「青菜」                    | 柳亭小痴楽「鮑のし」        | - 林家ばん平「子ほめ」 - 三遊亭楽松「寄合酒」 - 雷門助三「三方一両損」 - 三遊亭旭生「阿武松」     |
| 第6回 1977年  | 三遊亭楽松「掛取り風景」              | 春風亭鶏昇「野ざらし」      | - 雷門助三「六尺棒」 - 2代目 古今亭寿輔「表札」 - 柳家さん喬「締め込み」 - 柳家さん八「狸」       |
| 第7回 1978年  | 春風亭小朝「稽古屋」                  | 柳家さん光「反対俥」        | - 古今亭朝太「強情灸」 - 三笑亭夢二「まぬけ泥」 - 桂富丸「隣りの奥さん」 - 桂小福「宿屋の富」     |
| 第8回 1979年  | 林家正雀「七段目」                    | 三笑亭夢二「湯屋番」        | - 雷門助三「素人うなぎ」 - 蝶花楼花蝶「強情灸」 - 立川談十郎「巌流島」 - 桂歌はち「越後屋」       |
| 第9回 1980年  | 雷門助三「権助魚」                    | 立川談四楼「大工調べ」      | - 朝寝坊のらく「粗忽の使者」 - 三遊亭勝馬「宮戸川」 - 桂南八「金明竹」 - 桂歌はち「引越しの夢」   |
| 第10回 1981年 | 朝寝坊のらく「蔵前駕籠」              | 立川談生「たいこ腹」        | - 桂小福「新聞記事」 - 林家時蔵「転失気」 - 三遊亭桂馬「寝床」 - 桂富丸「初天神」                 |
| 第11回 1982年 | 4代目 柳家小蝠「富士の雪」 （半分垢） | 林家時蔵「権助芝居」        | - 古今亭菊枝「強情灸」 - 桂富丸「先輩」 - 桂歌はち「鍋草履」 - 金原亭馬治「茶の湯」               |
| 第12回 1983年 | 3代目 春風亭愛橋「粗忽の使者」        | 入船亭扇遊「浮世床」        | - 桂富丸 - 金原亭駒平 - 古今亭菊弥 - 柳亭楽輔                                                     |
| 第13回 1984年 | 春風亭正朝「祇園会」                  | 10代目 柳家小きん「湯屋番」 | - 古今亭朝太「替わり目」 - 桂きん治「酢豆腐」 - 桂歌はち「新聞記事」 - 春風亭柳太郎「浮世床」     |
| 第14回 1985年 | 古今亭志ん八「片棒」                  | 金原亭駒平「辰巳の辻占」    | - 春風亭柳太郎「やかん」 - 桂幸丸「羽織の遊び」 - 三遊亭きん歌「転失気」 - 三笑亭夢三四「巌流島」 |

## NHK新人演芸コンクール
1986年に上記2つのコンクールが統合され、演芸部門と落語部門を設定。1989年には部門別選考を廃止。
| 回・年               | 演芸部門・最優秀賞 | 演芸部門・優秀賞 | 落語部門・最優秀賞         | 落語部門・優秀賞 | 本選進出者 （新人賞） |
| -------------------- | ------------------ | ---------------- | -------------------------- | --- | --- |
| 第1回 1987年（前期） | キャラバン         | 笑パーティー     | 桂文太「いらちの愛宕詣り」 | 2代目古今亭菊之助「時そば」 | 【演芸部門】 てきさすコンビ 螢雪次朗一座 ピンクダック 山田雅人 明太Co 【落語部門】 金原亭駒平 「宮戸川」 桂雀松「たいこ腹」 立川志の輔「初音の太鼓」    |
| 第2回 1987年（後期） | コントふらみんご   | 螢雪次朗一座     | 桂雀々「手水廻し」         | 2代目古今亭菊之助「たが屋」 | 【演芸部門】 らいむ・らいと あたりとしお 小川あたる・たまる てきさすコンビ 【落語部門】 桂雀松「いらち車」 金原亭駒平 「へっつい幽霊」 桂吉朝「宿屋町」 |
| 第3回 1988年         | 螢雪次朗一座       | ライム・ライト   | 古今亭志ん上「湯屋番」     | 桂雀松「マキシム・ド・ゼンザイ」 桂吉朝「おごろ餅盗人」                                                                                           | 【演芸部門】 一姫二太郎 だるま食堂 で・パジャマ パールピアス 【落語部門】 三遊亭楽大「子ほめ」 古今亭菊枝「初天神」                                     |
| 回・年               | 大賞               | 優秀賞           | 優秀賞                     | 本選進出者 （新人賞） | |
| 第4回 1989年         | 桂雀松「片棒」     | ベイブルース     | 春風亭昇太「ストレスの海」 | 【演芸部門】 ジョージボーイズ モロ師岡 エンジェル ぴのっきお パールピアス 【落語部門】 金原亭駒平「時そば」 桂都丸「強情灸」 金原亭小駒「四段目」 | |

## NHK新人演芸大賞
1990年に「NHK新人演芸コンクール」から名称変更された。1994年からは部門別に選考。
| 年度・年          | 大賞                   | 優秀賞                     | 優秀賞 | 本選進出者 （新人賞） | |
| ----------------- | ---------------------- | -------------------------- | --- | --- | --- |
| 平成2年度 1990年  | 金原亭駒平「お菊の皿」 | 桂九雀「延陽伯」           | 未来世紀01・02 | 【演芸部門】 ルン・ルンエクスプレス ARARA 2人組 ぴのっきお ホープ・ユタカ 【落語部門】 桂竹丸「西郷伝説」 桂さん福「宿替え」 柳家はん治「子ほめ」 | |
| 平成3年度 1991年  | 桂竹丸「五稜郭ロマン」 | 桂雀司「浮かれの屑より」   | AKIKO | 【演芸部門】 幻楽団 大阪キッズ ぴのっきを 東風 オミーズ 【落語部門】 桂福車「強情灸」 三遊亭金時「初天神」 古今亭志ん次「紙入れ」                 | |
| 平成4年度 1992年  | 林家染八「尻餅」       | バラライカ                 | ジョーク・アベニュー | 【演芸部門】 AZAS 幻楽団 矢野・兵動 【落語部門】 桂福車 三遊亭金時 春風亭茶々丸 柳家小のり 三遊亭歌司                                             | |
| 平成5年度 1993年  | 爆笑問題               | 林家たい平「松竹梅」       | 林家染吉「湯屋番」 | 【演芸部門】 ダックスープ ブラッシュ ギャグガスバクハツ みかずき組 BOOMER 【落語部門】 桂団朝「寄合酒」 柳家小のり「反対俥」 橘家鷹蔵「たがや」   | |
| 年度・年          | 演芸部門・大賞         | 演芸部門・優秀賞           | 落語部門・大賞 | 落語部門・優秀賞 | 本選進出者 （新人賞） |
| 1994年度 1994年   | プリンプリン           | 立花あさり・土佐かつお     | 2代目桂平治「平林」 | 三遊亭窓里「桃太郎」 | 【演芸部門】 WINNER'S ゆんぼー STEP by STEP 神奈月 【落語部門】 桂団朝「阿弥陀池」 横目家助平「片棒」 笑福亭三喬「二人癖」                                 |
| 年度・年          | 演芸部門・大賞         | 落語部門・大賞             | 本選進出者 （新人賞） | | |
| 平成7年度 1995年  | 海原やすよ・ともこ     | 柳家三太楼「反対俥」       | 【演芸部門】 ゆんぼー DonDokoDon Take2 海砂利水魚 ピーピングトム 【落語部門】 桂こごろう 桂宗助 古今亭菊若 笑福亭伯枝                                                                                          | | |
| 平成8年度 1996年  | こん松・せんべい       | 古今亭志ん次「宮戸川」     | 【演芸部門】 MANZAI-C ピテカンバブー キンタック ビスケット 【落語部門】 立川談生「金明竹」 春風亭柏枝「田楽食い」 桂宗助「七度狐」 林家彦いち「みんな知ってる」                                                | | |
| 平成9年度 1997年  | 2丁拳銃                | 桂宗助「くっしゃみ講釈」   | 【演芸部門】 Over Drive MANZAI-C 坂道コロコロ 東京ビンゴビンゴダイナマイトジャパン スパローズ 【落語部門】 立川談生 古今亭菊若 桂三若 笑福亭生喬                                                               | | |
| 平成10年度 1998年 | 003MANIA               | 柳家喬太郎「午後の保健室」 | 【演芸部門】 エレキグラム ルート33 ギャオス ラーメンズ ワンダラーズ 【落語部門】 林家彦いち「何があったんだ!!」 立川笑志「初天神」 桂三風「桃太郎」 桂吉弥「軽業（東の旅より）」                               | | |
| 平成11年度 1999年 | COWCOW                 | 桂都んぼ「掛取り」         | 【演芸部門】 $10 FUJIWARA 火災報知器 パックンマックン ツインカム 【落語部門】 桂歌若「四字熟語」 桂あさ吉「時うどん」 立川談生「猿の夢」 立川笑志「あたま山」                                                  | | |
| 平成12年度 2000年 | エレキコミック         | 林家彦いち「睨み合い」     | 【演芸部門】 ルート33 フットボールアワー ビッキーズ きぐるみピエロ ダイノジ 【落語部門】 笑福亭生喬「竹の水仙」 桂三金「鯛」 入船亭扇治「働かせ蜂」 横目家助平「目薬」                                         | | |
| 平成13年度 2001年 | せんたくばさみ         | 桂三若「ひとり静」         | 【演芸部門】 ビッキーズ レギュラー チャイルドマシーン ダイノジ どーよ 【落語部門】 古今亭菊朗「真田小僧」 古今亭菊之丞「酢豆腐」 立川笑志「お菊の皿」 桂吉弥「遊山船」                                         | | |
| 年度・年          | 演芸部門・大賞         | 演芸部門・審査員特別賞     | 落語部門・大賞 | 落語部門・審査員特別賞 | 本選進出者 （新人賞） |
| 平成14年度 2002年 | ブラックマヨネーズ     | おぎやはぎ                 | 古今亭菊之丞「たいこ腹」 | 立川笑志「反対俥」 | 【演芸部門】 イヌがニャーと泣いた日 シュガーライフ オジンオズボーン アンジャッシュ 【落語部門】 桂吉弥「お玉牛」 三遊亭好二郎「蛇含草」 桂米吉「時うどん」 |
| 年度・年          | 演芸部門・大賞         | 落語部門・大賞             | 本選進出者 （新人賞） | | |
| 平成15年度 2003年 | 友近                   | 古今亭菊朗「紙入れ」       | 【演芸部門】 インパルス キングオブコメディ ダイアン チュートリアル 飛石連休 【落語部門】 桂吉弥 桂歌々志 三遊亭好二郎 三遊亭円之助                                                                             | | |
| 平成16年度 2004年 | 麒麟                   | 桂かい枝「ハル子とカズ子」 | 【演芸部門】 東京03 トータルテンボス 青空 千鳥 アンガールズ 【落語部門】 柳家三三「釜どろ」 立川志ら乃「たぬき」 桂よね吉「ちりとてちん」 三遊亭歌彦「宮戸川」                                                 | | |
| 平成17年度 2005年 | ストリーク             | 立川志ら乃「火焔太鼓」     | 【演芸部門】 オジンオズボーン 南海キャンディーズ ハマカーン ピース ラバーガール 【落語部門】 三遊亭王楽「やかん」 鈴々舎風車「真田小僧」 笑福亭喬若「手水まわし」 桂三金「宿題」                               | | |
| 平成18年度 2006年 | NON STYLE              | 笑福亭風喬「平の陰」       | 【演芸部門】 ハイキングウォーキング ビーム ダブルダッチ ザブングル 天津 平成ノブシコブシ アジアン 【落語部門】 桂よね吉「御公家女房」 古今亭菊六「湯屋番」 鈴々舎風車「悋気の独楽」 三遊亭遊馬「蛙茶番」       | | |
| 平成19年度 2007年 | ジャルジャル           | 桂よね吉「七段目」         | 【演芸部門】 のろし 安井順平 THE GEESE 天竺鼠 我が家 オリエンタルラジオ アジアン 【落語部門】 春風亭一之輔「鈴ヶ森」 林家たけ平「紀州」 古今亭菊六「権助提灯」 林家笑丸「看板のピン」                          | | |
| 平成20年度 2008年 | ナイツ                 | 三遊亭王楽「鼓ヶ滝」       | 【演芸部門】 オリエンタルラジオ span! プリンセス金魚 天竺鼠 ザ・ギース スマイル 5GAP 【落語部門】 桂まん我 笑福亭喬若 古今亭菊六 立川志らら                                                                    | | |
| 平成21年度 2009年 | スマイル               | 古今亭菊六「豊竹屋」       | 【演芸部門】 GAG少年楽団 しずる ニッケルバック Wエンジン ハライチ ダイアン プリンセス金魚 【落語部門】 桂しん吉 三遊亭きん歌 桂ちょうば 林家きく麿                                                             | | |
| 平成22年度 2010年 | アームストロング       | 春風亭一之輔「初天神」     | 【演芸部門】 LLR トップリード ヒデヨシ ウーマンラッシュアワー 銀シャリ プラスマイナス さらば青春の光 【落語部門】 桂まん我 笑福亭由瓶 立川志らら 立川談修                                                      | | |
| 平成23年度 2011年 | ニッチェ               | 桂まん我「三十石」         | 【演芸部門】 さらば青春の光 チキチキジョニー ソーセージ スーパーマラドーナ 2700 囲碁将棋 やさしい雨 【落語部門】 桂ひろば「動物園」 瀧川鯉八「雨傘和尚」 三遊亭歌太郎「権助提灯」 鈴々舎馬るこ「看板のピン」   | | |
| 平成24年度 2012年 | うしろシティ           | 桂宮治「元犬」             | 【演芸部門】 かまいたち ビーフケーキ 銀シャリ さらば青春の光 オリエンタルラジオ ジャングルポケット タイムボム 【落語部門】 桂二乗「癪の合薬」 春風亭ぴっかり「反対俥」 春風亭昇吉「たがや」 笑福亭喬若「長短」 | | |
| 平成25年度 2013年 | 学天即                 | 鈴々舎馬るこ「平林」       | 【演芸部門】 ウーマンラッシュアワー スーパーマラドーナ ビーフケーキ アルコ＆ピース ジグザグジギー THE GEESE ロビンソンズ 【落語部門】 春風亭昇吉 月亭太遊 立川志の春 露の紫                                    | | |

## NHK新人お笑い大賞
2014年にNHK新人演芸大賞の演芸部門が名称変更。
| 年度・年          | 大賞                   | 準優勝         | 本選出場者（A / B）                                                                     | 予選会参加数（東京・大阪） |
| ----------------- | ---------------------- | -------------- | --------------------------------------------------------------------------------------- | -------------------------- |
| 平成26年度 2014年 | アイロンヘッド         | 巨匠           | ジグザグジギー エル・カブキ 藤崎マーケットYes-man タナからイケダ チョコレートプラネット | 313（192・121）            |
| 平成27年度 2015年 | チョコレートプラネット | アキナ         | スーパーニュウニュウ ロビンソンズ アインシュタインザンゼンジ 和牛 インディアンス        | 316（194・122）            |
| 平成28年度 2016年 | トット                 | ラフレクラン   | アインシュタイン だーりんず 勝又：スーパーニュウニュウ 大自然 アキナ                    | 359                        |
| 平成29年度 2017年 | アキナ                 | ネルソンズ     | Aマッソ ハナコ ミキパーマ大佐 てんしとあくま 濱田祐太郎                                 | 322（192・130）            |
| 平成30年度 2018年 | Gパンパンダ            | ネルソンズ     | パーパー インディアンス ヒガシ逢ウサカミキ からし蓮根 アインシュタイン                  | 322                        |
| 令和元年度 2019年 | ラフレクラン           | ゾフィー       | 堀川絵美 インディアンス 隣人ジュリエッタ かが屋 たくろう                                | 279                        |
| 令和2年度 2020年  | 令和ロマン             | さや香         | 吉住 THIS IS パン フタリシズカチェリー大作戦 カベポスター ねこ屋敷                      | 272（165・107）            |
| 令和3年度 2021年  | ニッポンの社長         | ハイツ友の会   | 素敵じゃないか トンツカタン 丸亀じゃんごモンローズ チェリー大作戦 ミキ                  | 311（177・134）            |
| 令和4年度 2022年  | スパイシーガーリック   | 隣人           | フースーヤ パーティーパーティー 紅しょうが10億円 トンツカタン オダウエダ                | 285（159・126）            |
| 令和5年度 2023年  | 天才ピアニスト         | ジョックロック | 翠星チークダンス プール サスペンダーズレインボー いろはラムネ チェリー大作戦            | 272（155・117）            |
| 令和6年度 2024年  | エバース               | ジョックロック | 軟水 ラビットラ オーサカクレオパトラかが屋 やました スタミナパン                        | 290（162・138）            |

## NHK新人落語大賞
2014年にNHK新人演芸大賞の落語部門が名称変更。
| 年度・年          | 大賞                           | 本選出場者                                                | 予選会参加数（東京・大阪） |
| ----------------- | ------------------------------ | --------------------------------------------------------- | -------------------------- |
| 平成26年度 2014年 | 春風亭朝也「やかんなめ」       | 春風亭昇吉 笑福亭べ瓶 桂三度 三遊亭歌太郎                 | 104（58・46）              |
| 平成27年度 2015年 | 桂佐ん吉「愛宕山」             | 笑福亭べ瓶 瀧川鯉八 柳亭小痴楽 春風亭昇々                 | 106（62・44）              |
| 平成28年度 2016年 | 桂雀太「代書」                 | 春風亭ぴっかり☆ 桂三度 柳亭小痴楽 春風亭昇々              | 122                        |
| 平成29年度 2017年 | 三遊亭歌太郎「磯の鮑」         | 立川こはる 桂三度 古今亭志ん吉 笑福亭喬介                 | 125（77・48）              |
| 平成30年度 2018年 | 桂三度「心と心」               | 桂三四郎 笑福亭呂好 柳亭市弥 三遊亭わん丈 入船亭小辰      | 108                        |
| 令和元年度 2019年 | 桂華紋「ふぐ鍋」               | 古今亭志ん吉 笑福亭笑利 立川こはる 露の紫 柳亭市弥        | 121（78・43）              |
| 令和2年度 2020年  | 笑福亭羽光「ペラペラ王国」     | 入船亭小辰 桂二葉 春風亭ぴっかり☆ 露の紫 柳亭市弥         | 106（66・40）              |
| 令和3年度 2021年  | 桂二葉「天狗刺し」             | 桂小鯛 三遊亭好志朗 春風亭昇也 笑福亭生寿 林家つる子      | 107                        |
| 令和4年度 2022年  | 立川吉笑「ぷるぷる」           | 桂源太 桂天吾 三遊亭わん丈 露の紫 林家つる子              | 117（75・42）              |
| 令和5年度 2023年  | 桂慶治朗「いらち俥」           | 桂慶治朗 桂三実 春風亭一花 春風亭昇羊 柳家吉緑            | 104（63・41）              |
| 令和6年度 2024年  | 桂三実「早口言葉が邪魔をする」 | 桂九ノ一 鈴々舎美馬 春風亭一花 桂三実 昔昔亭昇 笑福亭笑利 | 130（90・40）              |

### 予選
落語部門の予選は一般非公開で行われる。東京と大阪で全出場者を対象にスタジオでの実演による予選を行っていたが、コロナ禍により、2020年からは自身が撮影した映像による一次審査を導入。映像審査の合格者のみが東京と大阪のスタジオでの二次予選に進む形となった。2022年は全出場者対象のスタジオ審査に戻ったが、2023年から再度映像での一次審査となっている。